# Modrzewiowa
Modrzewiowa (dawniej niem. Katzer-lehne) – góra ze szczytem na wysokości 703 m n.p.m. znajdująca się w Masywie Śnieżnika w Sudetach, na terenie Śnieżnickiego Parku Krajobrazowego.

## Geografia i geologia
Modrzewiowa wznosi się wąskim grzbietem na zachodniej krawędzi Masywu Śnieżnika. Oddziela Muszany Dół od Rowu Górnej Nysy, pomiędzy Międzygórzem a Jaworkiem. Zbudowany jest ze skał gnejsowych, należących do metamorfiku Lądka i Śnieżnika, opada bardzo stromym, urwistym zachodnim zboczem do Rowu górnej Nysy przez Kocurowe Zbocze, zaś od wschodu do doliny bezimiennego potoku tworzącego tzw. Muszany Dół. Modrzewiową porasta świerkowo-bukowy las regla dolnego. U jego podnóża przebiega granica Śnieżnickiego Parku Krajobrazowego.